# Nils Olof Hedenskog
Nils Olof Hedenskog, född 8 juni 1952 i Stockholm, är en svensk målare.
Hedenskog är främst verksam inom måleri, film och ljudkonst, i Stockholm och Stocka i Hälsingland. 

## Biografi
Nils Olof Hedenskog född 1952 i Brännkyrka församling, Stockholm. Hedenskog studerade 1981-86 på Kungl. Konsthögskolan. Därefter producerade han tre dokumentärfilmer. 1987 blev Hedenskog rektor för Grafikskolan i Stockholm, en tjänst som han innehade i tio år. Hedenskog är gift med konstnären Yvonne Leff. Hedenskog och Leff har arrangerat tio filmfestivaler i Stocka, Hälsingland.

## Produktion

### Filmografi
- 1986 – Läggpojke guskare mästare : En film om handgjort papper.[4]
- 1989 – Till Orfeus : En resa i Palle Nielsens bildvärld i fem akter.[5][6]
- 2000 – Ögat handen rummet tiden : en film om konstnären Lars Kleen.[7]

### Konstprojekt
- Epidem.[8]
- Creeping in Circles med Joakim Brolin.[9][10]
- Dancing in Circles.[11]
- Asylum.[12]

## Utställningar (urval)
- 1999 – Hälsinglands museum
- 2001 – Sundsvalls museum, måleri och objekt.[13]
- 2004 – Konstakademin, Epidem.
- 2005 – Gävle konstcentrum, Epidem.
- 2008 – Sundsvalls museum, Circular Song.
- 2011 – Fotografiska, Creeping in Circles med Joakim Brolin.
- 2012 – CERN, Genève, Creeping in Circles med Joakim Brolin.[14]
- 2013 – Latvian Photography Museum, Riga kulturhuvudstad[15] Creeping in Circles.
- 2015 – Iggesunds Jernverk, Asylum.[16]
- 2017 – Galleri Sander, Norrköping, Fallstudier, måleri.[17][18]

## Representerad hos (urval)
- Moderna museet[19]
- Statens konstråd
- Fotografiska
- Sundsvalls museum
- Hälsinglands museum